# (9261) Peggythomson
(9261) Peggythomson (1953 TD1) est un astéroïde de la ceinture principale, découvert le 8 octobre 1953 à l'observatoire Goethe Link près de Brooklyn, dans l'Indiana. Il a une magnitude absolue de 14,1.